# 아르준 람팔
아르준 람팔(Arjun Rampal, 1972년 11월 26일 ~ )은 인도의 배우이다.

## 출연 작품
- 유괴의 진실 (2016)
- 로이 (2015)
- 인카르 (2013)
- 사티아그라하 (2013)
- 디데이 (2013)
- 어잡 가자브 러브 (2012)
- 차크라비유 (2012)
- 히로인 (2012)
- 라 원 (2011)
- 라즈니티 (2010)
- 폭스 (2009)
- 락온!! (2008)
- 라스트 리어왕 (2007)
- 옴 샨티 옴 (2007)
- 게팅 스케얼드 이즈 네서세리 (2006)
- 돈 (2006)
- 네버 세이 굿바이 (2006)
- 엑 아지나비 (2005)